# Tynäs ekhagar
Tynäs ekhagar är ett naturreservat i Strängnäs kommun i Södermanlands län.
Området är naturskyddat sedan 1955 och är 8 hektar stort. Reservatet ligger vid Mälaren på södra delen av Tosterön och består av strandängar och hagmark med gamla och mäktiga ekar.